# Тебекмахі
Тебекмахі (рос. Тебекмахи) — село Акушинського району, Дагестану Росії. Входить до складу муніципального утворення Сільрада Тебекмахінська.
Населення — 2278 (2010).

## Населення
За даними перепису населення 2002 року в селі мешкало 2219 осіб. В тому числі 1088 (49,03 %) чоловіків та 1131 (50,97 %) жінка.
Переважна більшість мешканців — даргинці (100 % від усіх мешканців). У селі переважає усіша-цудахарська мова.